# Oye Como Va
Oye Como Va är en cha cha cha-kompisition av musikern Tito Puente som ursprungligen lanserades av honom 1962 på albumet El Rey Bravo. Titeln betyder ungefär "Lyssna hur den går... " följt av "mi ritmo", "min rytm". Puentes version är sedan 2001 invald i Latin Grammy Hall of Fame och sedan 2002 invald i Grammy Hall of Fame.
Låten blev mycket mer känd 1970 då spelades in av det amerikanska latinrockbandet Santana till deras andra studioalbum Abraxas. Den utgavs även som singel med låten "Samba Pa Ti" 1971, och blev en hit i Nordamerika, samt vissa delar av Europa.

## Listplaceringar, Santana
| Lista (1971)  | Position                              |
| ------------- | ------------------------------------- |
| Australien    | 54 (Go Set)                           |
| Finland       | 14                                    |
| Kanada        | 5 (RPM)                               |
| Nederländerna | 16                                    |
| Spanien       | 15                                    |
| Sverige       | - (Testad på Tio i topp, ej inröstad) |
| USA           | 13 (Billboard Hot 100)                |
| Västtyskland  | 29                                    |